# 外交称号
外交称号（がいこうしょうごう）は、主に君主ないし領主、為政者が外交・通商などにおいて対外的に用いた称号のこと。

## 概要
およそ、君主国において国家が外交を行う際、その国号と君主号をもって通交することが基本である。しかし古代以降、君主や領主が主に国内において用いる称号と、外交などに用いる称号を区別する習慣が少なからずあった。特に東洋では中国の歴代王朝が朝貢に基づく周辺国の属国化を図るため、朝貢として自らに臣下の礼をとる国とのみ交易したことにより、周辺国はその文明を取り入れようと中国の王朝に積極的な朝貢を行った。その際、中華に朝貢する国々は中華より与えられた封号をもって外交称号として用いた。いわば対外的な君主号といえる。
一例として挙げられるのが、ベトナムの例である。中国歴代王朝に朝貢していたベトナムの歴代王朝では、君主は太上皇（上皇）を称し、形式の上で上皇の世子に国王の位を譲ったこととし、上皇世子をもって越南国王として届け出たこととされている。

## 日本
日本では古代、大和朝廷が国内では大王をもって君主号とし、中国より与えられた封号である倭国王をもって外交称号としており、国内外の場面に応じ君主号を使い分けていた。こうした国内の君主号と外交称号の使い分けは室町時代にも見られる。室町幕府3代将軍足利義満が明との勘合貿易を望んで明に最初の使節を派遣した際、征夷大将軍と名乗った事から、単なる日本の君主の陪臣であると看做され、交易を断られた経緯から、朝廷より准后の位を受けて、「日本准三后道義」と称して再び使節を派遣、改めて日本国王の封号を与えられることで交易が可能となった。
江戸時代の当初、徳川家康を始めとする将軍達は、「日本国源家康」といった称号のない署名の国書を発給していた。
しかし、朝鮮との国交に関しては、交渉役となっていた対馬藩が、家康の肩書きを「日本国王」とするなどの国書偽造を行った結果、両国の関係を修復させた。3代将軍徳川家光の代にこの偽造が発覚した（柳川一件）。これを受け、寛永13年（1636年）には、朝鮮側に徳川将軍の称号として「日本国大君」の称号使用を要請した。
6代将軍徳川家宣の代には、その腹心であった新井白石が徳川将軍の外交称号を日本国王とする等の制度改革を行った。「大君」は、朝鮮では国王が王子の嫡子に授ける称号であり、朝鮮国王と対等の関係ではないというのがその理由である。正徳元年（1711年）の朝鮮通信使はこの称号を使った国書を奉呈している。しかし、8代将軍徳川吉宗はこれらの改革をすべて元禄以前に戻し、以降「日本国大君」の称号を用いることとなる。幕末の開国の際にもこの称号は用いられ、英語の「Tycoon」の語源となった。
江戸幕府が倒れ、天皇を中心とする明治新政府が成立した明治時代には、日本国皇帝の外交称号も採用されたことがあったが、後にこれは日本国天皇に改められた。